# Petasobathra
Petasobathra é um gênero de mariposa pertencente à família Acrolepiidae.